# 比略维耶科
比略维耶科，是西班牙卡斯蒂利亚-莱昂帕伦西亚省的一个市镇。 总面积24平方公里，总人口108人（2001年），人口密度5人/平方公里。